# Coolbits
Coolbits是一个破解登錄檔，可以將ForceWare驅動中一些隱藏功能釋放出來。安裝後，nVidia的主控台就會出現超頻選項。
該登錄檔的內容為：
```
REGEDIT4

[HKEY_LOCAL_MACHINE\SOFTWARE\NVIDIA Corporation\Global\NvTweak]
"CoolBits"=dword:00000003

```

進入「時脈頻率」頁面後點選「手動超頻」即可超頻。使用者可適當調整「核心時脈頻率」和「記憶體時脈頻率」。完成後必須按「測試變更」，讓ForceWare驅動檢測頻率會否過高。使用者是不能跳過測試變更，否則設定將不生效。

## 外部連結
Toget網站上關於Coolbits的介紹（页面存档备份，存于）